# Pandora (Film)
Pandora ist ein südkoreanischer Katastrophenfilm aus dem Jahr 2016, welcher von einem schweren Unfall in einem Atomkraftwerk und den Folgen handelt. Regie führte Park Jung-woo.

## Handlung
Der Film handelt von einer kleinen Familie rund um Jae-hyeok, welche in der Nähe eines Kernkraftwerkes im Südosten Südkoreas wohnt. Jea-hyeok ist mit seinem Leben und seiner Arbeit als Techniker im Kraftwerk unglücklich. Er hasst das Kraftwerk weil dort einst sein Vater und sein Bruder verstrahlt wurden und starben. Deshalb und weil es in der Kleinstadt keine andere Arbeit gibt, hat er vor auf einem Schiff anzuheuern um einen Neuanfang zu wagen. Seine Mutter, die ihn für einen Versager hält, ist deswegen sehr aufgebracht. Auch seine Freundin Jeong-hye, die im Kraftwerk als Führerin für Besuchergruppen arbeitet, ist sehr wütend auf ihn, da sie keine Familie hat und er alles ist, was sie hat.
Am nächsten Morgen ereignet sich kurz nach Schichtwechsel ein Erdbeben in der Region, wobei einige Leitungen im Kraftwerk, die für die Kühlung des Reaktors zuständig sind, blockiert werden und auch einige wichtige elektronische Systeme zusammenbrechen. Erste Radioaktivität tritt aus. Während im Kraftwerk die Reparaturarbeiten beginnen werden die Menschen im direkten Umland erst nach einer gewissen Zeit evakuiert, darunter auch Jae-hyeoks Familie, die in einer nahen Großstadt in einem Stadion untergebracht werden. Die Situation im Kraftwerk gerät mehr und mehr außer Kontrolle, da der Druck im Inneren des Reaktors immer weiter ansteigt. Unter den Arbeitern bricht Panik aus. Jae-hyeok und seine Kollegen werden jedoch eingesperrt und sind gefangen, da sie dazu gedrängt werden, mit den Reparaturen fortzufahren. Mittlerweile erkennen auch die Behörden den Ernst der Lage und treffen Vorkehrungen. Doch es ist zu spät und das Gebäude explodiert durch den Druck. Jae-hyeok und seine Kollegen werden von Trümmern begraben, überleben jedoch schwer verletzt und können entkommen. Nach einem Telefonat mit Jeong-hye kann er diese warnen, jedoch sind sie und alle anderen im Stadion eingesperrt und sämtliche Kommunikationswege sind unterbrochen.
Durch die steigende Strahlung und die Tatsache, dass viele Länder angefangen haben ihre Landsleute zu evakuieren gelangt die Sache an die Öffentlichkeit. Die im Stadion eingeschlossenen können sich befreien und einen Bus kapern, mit dem sie sich in Sicherheit bringen wollen. Im ganzen Land bricht Panik aus und die Telekommunikations- und Versorgungswege brechen zusammen. Jae-hyeok und die anderen werden in ein Krankenhaus gebracht, wo die Versorgung kaum aufrechterhalten werden kann. Der Reaktor, der aufgrund der Interessen des Betreibers bisher nicht mit Meerwasser gekühlt wurde, da er sonst unbrauchbar würde, droht zu schmelzen. Erst als dem Krisenstab rund um den Präsidenten klar wird, dass das ganze Land betroffen wäre wenn der Kern schmilzt, geben sie den Befehl mit Meerwasser zu kühlen was tatsächlich hilft und die abgegebene Strahlung nimmt ab. Jedoch stellt sich heraus, dass ein Kühlbecken für abgebrannte Kernstäbe, welches sich direkt neben dem Reaktorblock befindet, durch die Explosion beschädigt wurde und verseuchtes Kühlmittel durch einen Spalt austritt. Eine neue Katastrophe droht. Jae-hyeoks Familie unterdessen flieht zu Fuß weiter, weil die Autobahn durch verlassene Fahrzeuge blockiert ist.
Da die Situation im ganzen Land immer prekärer wird, hält der Präsident eine Ansprache im Fernsehen. Es werden Freiwillige benötigt die den Riss reparieren um so das weitere Austreten des Kühlmittels und damit eine Kernschmelze zu verhindern. Wissend, dass sie sowieso nicht mehr lange zu leben haben, da sie schon die Strahlenkrankheit haben, melden sich Jae-hyeok und seine Freunde als Freiwillige. Seine Familie erfährt nur über Umwege von diesem Vorhaben. Der Plan den Riss zu flicken, schlägt jedoch fehl da dieser immer größer wird und die Katastrophe unausweichlich geworden ist. Als Alternative kommt jedoch in Betracht die Decke zu sprengen damit die Kühlstäbe im darunter liegenden Raum ins Kühlmittel fallen und so ein neuer Tank entsteht. Jae-hyeok, der am besten mit Sprengstoff umgehen kann meldet sich freiwillig um in der Kammer zu bleiben und die Sprengung vorzubereiten während seine Kollegen den Raum versiegeln. Als letzten Wunsch bittet er jedoch, dass er ins Fernsehen kommt, um sich von seiner Familie zu verabschieden. Diese rennt zurück in den Bus, mit dem sie geflohen sind und können Jae-hyeok ein letztes Mal sehen, wobei dieser sie vor den Augen des ganzen Landes um Verzeihung bittet und sagt, dass er kein Loser sei. Nachdem er den Helm mit der Kamera ins Wasser geworfen hat und die Verbindung abbricht, aktiviert Jae-hyeok die Sprengladungen und lässt so die Brennstäbe in das neue Becken fallen während er stirbt.
In der finalen Szene sieht man, dass das Umland um das Kraftwerk ein verlassenes Sperrgebiet ist während um den zerstörten Reaktor ein Sarkophag errichtet wird. Jae-hyeok erklärt aus dem Off, dass sie die Büchse der Pandora geöffnet hätten, als sie die Atomkraft erschlossen hätten und die Welt so ins Leid gestürzt hätten. Es sollte sich also die Frage gestellt werden, ob die Kinder eine reiche oder eine gesunde Welt gestellt bekommen. Zum Schluss sieht man Jeong-hye, die benommen zum Absperrzaun zur Sperrzone läuft und ein Foto von ihnen allen als Kindern aufhängt.

## Hintergrund
Der Film orientiert sich an der Nuklearkatastrophe von Fukushima aus dem Jahr 2011 bei der ebenfalls ein Erdbeben zu Schäden am Kraftwerk und damit zum Unfall führte. Am Ende des Filmes wird eingeblendet, dass Südkorea das Land mit der zu Kernkraftwerken am nächsten wohnenden Bevölkerung ist. Außerdem seien weitere Kernkraftwerke im Bau.

## Produktion
Der Film wurde teilweise durch Crowdfunding finanziert und erzielte dadurch einen Zuschuss von 530 Millionen Won.

## Veröffentlichung
Pandora wurde am 7. Dezember 2016 in Südkorea veröffentlicht. Netflix hatte sich die weltweiten Streaming-Rechte für den Film gesichert. Seit dem 17. März 2017 ist der Film für die deutschen Netflix-Kunden verfügbar.